# La Piedad (Gallego)
La piedad es un cuadro del pintor Fernando Gallego como muestra la firma en la propia obra, realizado entre 1465 y 1470, que se encuentra en el Museo del Prado. Se encuadra dentro del estilo imperante en Castilla entonces, muy influido por la pintura flamenca.

## El tema
La obra representa la Piedad o Quinta Angustia, de origen no evangélico, surgida en Alemania un siglo antes para mostrar el dolor que experimenta la Virgen al pie de la cruz al recibir el cuerpo de su hijo muerto. Esta iconografía procede de la Virgen como Madona de la Humildad, sentada en el suelo con el Niño sobre sus rodillas.

## Descripción de la obra
La parte central del cuadro muestra a la virgen María vestida con una túnica roja, en alusión iconográfica al dolor de la pasión, con un manto azul que tapa su cabello, sentada al pie de la cruz.
Esos colores contrastan con la encarnación blanquecina de Cristo muerto, lo que trata de crear un gran impacto en el fiel. Cristo, tiene los ojos en blanco y la expresión de la muerte en su rostro, que junto a las huellas de la pasión en su cuerpo, apenas cubierto con un paño transparente, y los rayos dorados que forman el halo de Cristo componen la imagen clásica de Piedad flamenca.
A la izquierda de la imagen, el pintor incluye a los donantes en tamaño considerablemente inferior, una costumbre propia de esa época, y al fondo una ciudad gótica representativa de la Jerusalén del primer siglo.